# Saiyuki Kagekiden : Dead or alive
 (juin 2017).
Si vous disposez d'ouvrages ou d'articles de référence ou si vous connaissez des sites web de qualité traitant du thème abordé ici, merci de compléter l'article en donnant les références utiles à sa vérifiabilité et en les liant à la section « Notes et références ».
Saiyuki Kagekiden : Dead or alive est une comédie musicale inspirée du manga homonyme de Kazuya Minekura, à la suite de son succès et de celui de la série télé. Il s'agit d'une deuxième partie d'une série de comédies musicales, jouée à partir de mars 2009 au Tennouzu Ginga Gekijou de Tokyo. Tout comme Go To The West, Dead or Alive dure 1h50. Toutes les musiques sont originales sauf une que les acteurs qui jouent le sanzô-ikko chantaient déjà pendant Go To The West (notamment à la fin). Elle n'est pas divisée en plusieurs actes bien que les décors changent souvent et que la lumière baisse assez fréquemment.

## Distribution
- Suzuki Hiroki Genjo Sanzo
- Shina Taizoh Son Goku
- Maruyama Atsushi Sha Gôjyo
- Sainen Ryuji Ch Gono / Cho Hakkai
- Onoda Ryonosuke Kôgaiji
- Ryohei Kanzenon Bozatsu
- Nakama Ryusuke Shin Iso
- Horiike Naotaka Jiroushin

## Scénario
Ce second opus reprend les tomes 3 et 4 du manga et se passent donc peu de temps après la fin de la 1re comédie musicale. Dans les premiers actes, on voit comment la bande de Sanzo perdue dans le désert apprend qu'un sûtra est caché dans le sable et essaye de mettre la main dessus. Les dialogues de l'animé sont parfois repris tels quels comme lors du combat contre Kôgaiji où Hakkai essaye de raisonner Goku transformé en Seiten Taisen ou encore quand Sanzo, une fois revenu à lui, demande à son compagnon de lui apporter une bière.
L'originalité vient de la présence de Chin Iso. Nakama Ryusuke a réussi à bien rendre le personnage sur scène.
Remarque : bien qu'elles soient déjà apparues dans le manga, aucune actrice n'a été embauchée pour jouer Rinrin et Yaone.